# Pervomaiske, Krînîcikî
Pervomaiske (în ucraineană Первомайське) este un sat în comuna Huleaipole din raionul Krînîcikî, regiunea Dnipropetrovsk, Ucraina.

## Demografie
Componența lingvistică a localității Pervomaiske
     Ucraineană (100%)
Conform recensământului din 2001, toată populația localității Pervomaiske era vorbitoare de ucraineană (100%).